# Honda NTV 650 Revere
La NTV 650 Revere è una moto stradale naked Prodotta dalla casa motociclistica giapponese Honda, prodotta dal 1988 al 2001.

## Il contesto
Il motore che montava era lo stesso del Transalp, un bicilindrico a V di 52°, 4 tempi, monoalbero, di 647 cm³, con 3 valvole per cilindro e doppia accensione. L'alimentazione era affidata a 2 carburatori da 36 mm con valvola piatta e il propulsore era in grado di erogare la potenza di 41 kW. Il cambio a 5 marce era collegato alla trasmissione ad albero.
All'anteriore è presente una forcella con steli da 41 mm, cerchio da 17" e pneumatico da 110, mentre al posteriore vi è il monobraccio Pro Arm con ammortizzatore regolabile nel precarico, cerchio da 17" e pneumatico da 150.
Per quello che riguarda il sistema frenante all'anteriore era dotata di un disco da 316 con pinza a doppio pistoncino, mentre al posteriore disco da 276 e pinza mono pistoncino.
La sua erede diretta è la Deauville ancora in produzione, con la quale condivide il motore, anche se aggiornato alle nuove norme anti-inquinamento, il telaio e la trasmissione.